# Ruud van Feggelen
Ruud van Feggelen   (Amsterdam, 14 d'abril de 1924 - Deventer, 9 d'agost de 2002) va ser un waterpolista i entrenador neerlandès que va competir durant les dècades de 1940 i 1950.
El 1948 va prendre part en els Jocs Olímpics de Londres, on va guanyar la medalla de bronze en la competició de waterpolo. Quatre anys més tard, als Jocs de Hèlsinki, fou cinquè en la mateixa competició.
També guanyà el Campionat d'Europa de waterpolo de 1950.
Entre 1962 i 1966 entrenà la selecció nacional neerlandesa. En honor seu es va crear el Premi Ruud van Feggelen per reconèixer el millor waterpolista neerlandès de l'any.